# Kanton Guillaumes
Guillaumes is een voormalig kanton van het Franse departement Alpes-Maritimes. Het kanton maakte deel uit van het arrondissement Nice. Het werd opgeheven bij decreet van 24 februari 2014, met uitwerking op 22 maart 2015. Alle gemeenten werden opgenomen in het kanton Vence.

## Gemeenten
Het kanton Guillaumes omvatte de volgende gemeenten:
- Beuil
- Châteauneuf-d'Entraunes
- Daluis
- Entraunes
- Guillaumes (hoofdplaats)
- Péone
- Saint-Martin-d'Entraunes
- Sauze
- Villeneuve-d'Entraunes